# Љубошина
Љубошина је насељено мјесто града Врбовског, у Горском котару, у Приморско-горанској жупанији, Република Хрватска.

## Географија
Љубошина се налази око 11 км југоисточно од Врбовског.

## Становништво
Према попису становништва из 2011. године, насеље Љубошина је имало 173 становника.
| Националност       | 1991. | 1981. | 1971. | 1961. |
| Срби               | 257   | 226   | 335   | 372   |
| Југословени        | 7     | 76    | 19    |       |
| Хрвати             | 5     | 4     | 10    | 5     |
| остали и непознато |       | 4     | 4     | 1     |
| Укупно             | 269   | 310   | 368   | 378   |

| Демографија | Демографија | Демографија |
| Година      | Становника  | Становника  |
| ----------- | ----------- | ----------- |
| 1961.       | 378         |             |
| 1971.       | 368         |             |
| 1981.       | 310         |             |
| 1991.       | 269         |             |
| 2001.       | 205         |             |